# Park Narodowy Yoho
Park Narodowy Yoho (ang. Yoho National Park, fr. Parc national Yoho) – park narodowy położony w południowo-wschodniej części Kolumbii Brytyjskiej w Kanadzie. Został utworzony w 1886 r. (wraz z parkiem Glacier NP) na obszarze o powierzchni 1313 km². Nazwa parku pochodzi od słowa yoho, które w języku Indian Kri oznacza okrzyk zachwytu.

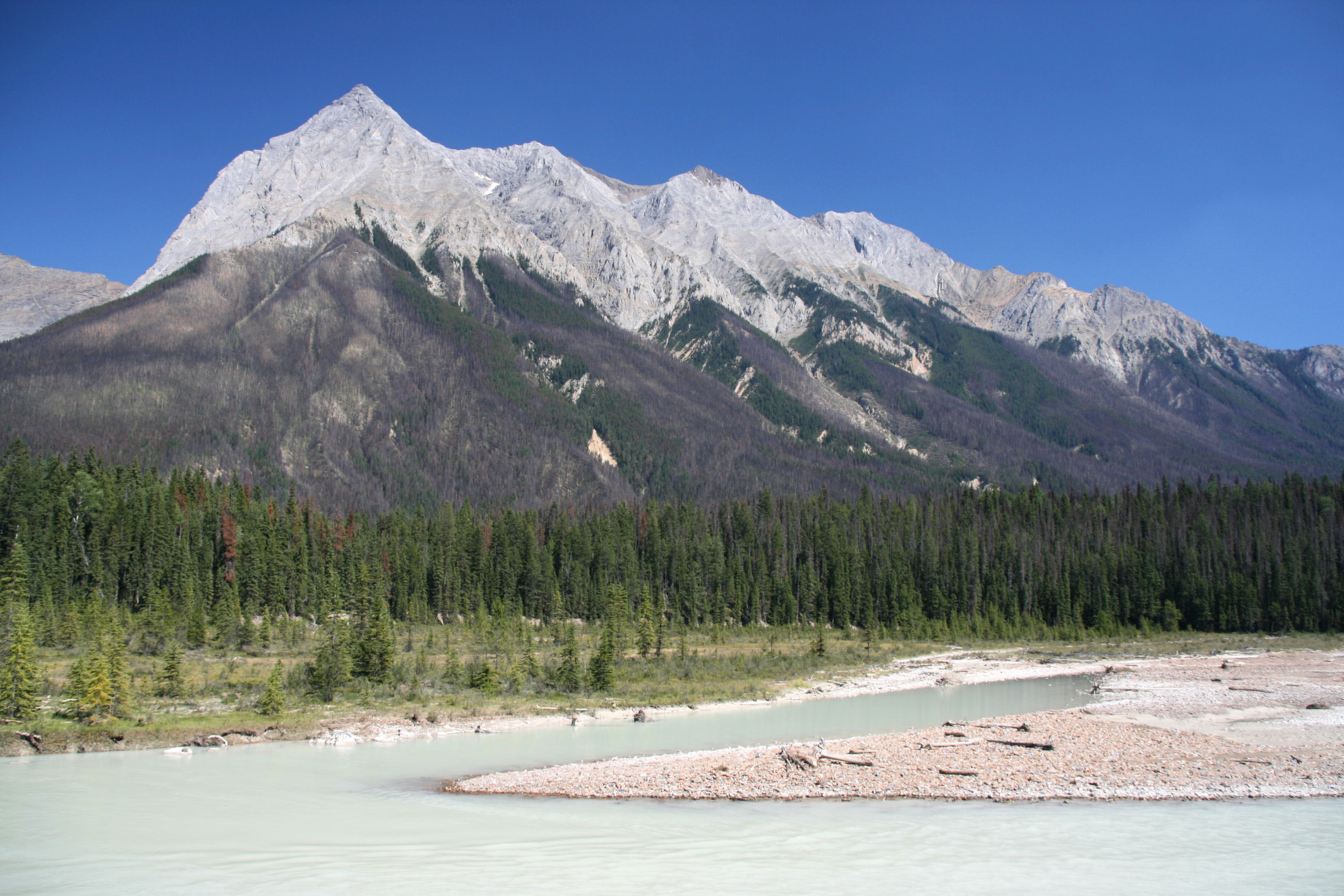
Chancellor Peak i rzeka Kicking Horse

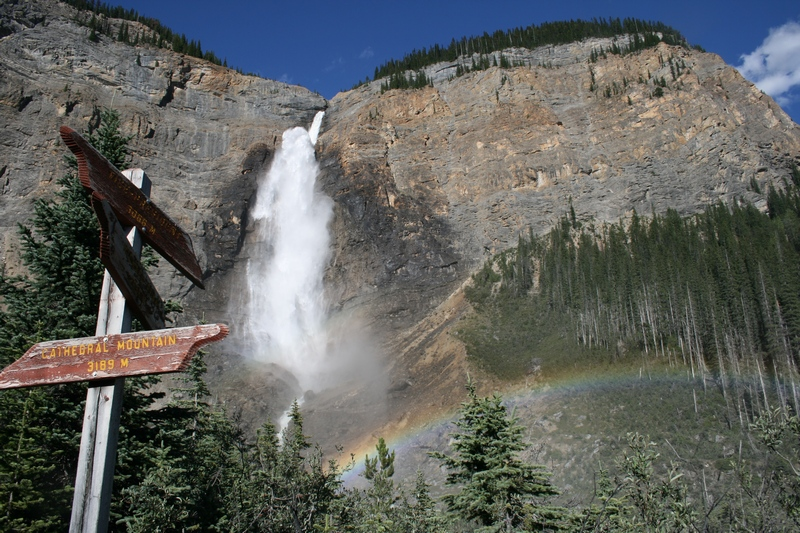
Wodospad Takakkaw z tęczą u stóp

Jedną z głównych atrakcji parku jest wodospad Takakkaw o wysokości 381 m (1250 stóp) – drugi co do wysokości wodospad Kanady, położony w środkowej części parku, na północ od drogi miedzystanowej CAN 1.
Park Narodowy Yoho należy do grupy czterech, sąsiadujących ze sobą parków górskich w kanadyjskich Górach Skalistych. Pozostałe trzy parki to: Park Narodowy Banff, Park Narodowy Jasper oraz Park Narodowy Kootenay. W 1984 Park Narodowy Yoho został wpisany na listę światowego dziedzictwa UNESCO, wspólnie z pozostałymi parkami narodowymi znajdującymi się w kanadyjskich górach skalistych.

## Fauna
Na terenie Parku Narodowego Yoho występuje bardzo wiele dzikich gatunków zwierząt, wśród których można wymienić: baribala, grizzly, łosia, renifera, kozła śnieżnego.

## Turystyka
Siedziba parku oraz centrum turystyczne znajduje się w miejscowości Field w Kolumbii Brytyjskiej, przy autostradzie transkanadyjskiej.